# Let It Be
För titelspåret från det här albumet, se Let It Be (sång). För albumet av The Replacements, se Let It Be (musikalbum av The Replacements).
Let It Be är det tolfte och sista studioalbumet av The Beatles (i kronologisk ordning i själva verket det trettonde, men Magical Mystery Tour blev inte officiellt noterat som musikalbum förrän 1976). Det gavs ut den 8 maj 1970 på skivbolaget Apple Records, kort efter att gruppen hade meddelat sin upplösning.

## Inspelningen
Let It Be var det sista Beatles-albumet som gavs ut (Abbey Road var det sista som spelades in i sin helhet, även om delar av Let It Be färdigställdes efter detta; bland annat spelades låten "I Me Mine" in i början av 1970), och är en av de mer kontroversiella Beatles-skivorna. Den största delen av musiken spelades in i januari 1969 under ett projekt med arbetsnamnet Get Back, då gruppen även filmades under repetitions- och inspelningsarbetet. Arbetet ägde rum under en period då gruppmedlemmarnas relationer till varandra var ansträngda, vilket anses ha påverkat slutresultatet. Speciellt för detta projekt var att all musik skulle spelas in "live" i studion, likt deras allra tidigaste inspelningar, därav titeln Get Back. Inspelningen började i filmstudion Twickenham, men slutfördes i en nybyggd studio i källaren till Apple Records kontor.
Under inspelningarna anslöt Billy Preston till gruppen som gästmusiker. Projektet avslutades med en hastigt anordnad konsert den 30 januari 1969 på taket till den byggnad i London där Apple Corps låg. Låtarna "Dig a Pony" och "I've Got a Feeling" kom med på albumet i inspelningar från denna konsert. (Phil Spector hade dock vid omproduktionen 1970 klippt bort delar av "Dig a Pony", som ursprungligen hette "All I Want Is You".)
Ett stort problem under inspelningarna var att John Lennon tycktes ha fått skrivkramp och inte kunde bidra med några tyngre låtar. Av de bidrag som Lennon har med på Let It Be är "Across the Universe" en inspelning från 1968 och "The One After 909" en nyinspelad version av en sång från sent 1950-tal. Beatles hade redan 1963 spelat in låten, men denna inspelning kom först ut på The Beatles Anthology 1 1995. De övriga låtarna från Lennon som spelades in under Get Back-projektet var "Dig a Pony", och "Don't Let Me Down", som snarast är en idé av Lennon som av Paul McCartney gjorts om till en sång, vilket kan höras om man har tillgång till de ej officiellt utgivna banden från inspelningarna.
George Harrison bidrog däremot med en mängd nya låtar som bandet mer eller mindre villigt försökte sig på. Gruppen försökte sig på såväl "Let It Down" som "All Things Must Pass" och "Hear Me Lord", vilka alla senare kom ut på hans album All Things Must Pass, under inspelningarna. Hans bidrag blev i stället bluesen "For You Blue" samt "I Me Mine". I stället stod Paul McCartney för de största kvalitetsbidragen till skivan, särskilt i form av balladerna "Let It Be" och "The Long and Winding Road" men även de snabbare "Get Back" och "Two of Us".
Singeln "Get Back"/"Don't Let Me Down" kom ut den 11 april 1969. På sommaren 1969 sammanställde och mixade Beatles ständige producent George Martin och assistenten Glyn Johns en LP med titeln Get Back. Ljudet var huvudsakligen inspelat "live" utan pålägg, och tal och ofärdiga låtar med mera ingick. Skivan pressades upp i en första upplaga och recenserades till och med i The Beatles Monthly Book. På omslaget hade Beatles återvänt till EMI:s kontor och stod i trappuppgången där de stått på omslaget till första LP:n Please Please Me. (Ett annat foto ur samma serie användes 1973 för samlingsalbumet The Beatles 1967-1970). Skivan ansågs dock inte hålla måttet och drogs därför tillbaka. Beatles utgav hösten 1969 i stället albumet Abbey Road.

## Den outgivna LP:n Get Back
Den outgivna LP:n Get Back från 1969, producerades av George Martin och pressades i en upplaga. Den recenserades i The Beatles Monthly Book men blev därefter indragen och aldrig utgiven. Den fullständiga titeln var Get Back with Don't Let Me Down and 12 other songs. Denna titel alluderar på Beatles första LP, vars fullständiga namn var Please Please Me with Love Me Do and 12 other songs. Omslaget till Please Please Me-LP:n visar de unga Beatles stående på trappuppgång till skivbolaget EMI:s kontor. Get Back-LP:ns omslag visade Beatles stående på samma plats sex år senare. Bilder från dessa fotosessioner användes senare som omslagen till samlingsalbumen The Beatles 1962-1966 och The Beatles 1967-1970 1973.
En andra version av Get Back-LP:n sammanställdes av George Martins assistent Glyn Johns i januari 1970, men inte heller denna version kom ut. I stället överlämnades tejperna till Phil Spector, som gjorde en ny mixning. Denna tredje version gavs ut som LP med titeln Let It Be på våren 1970. Med denna LP följde ursprungligen en bilderbok med titeln Get Back.
På Get Back-LP:n ingick låten Get Back både i den studioversion, som tidigare släppts som singel, och i kort liveversion. Don't Let Me Down, som varit baksida på Get Back-singeln, fanns dock enbart med i liveversion. Denna låt togs bort på Phil Spectors version av LP:n (Let It Be) men återkom på albumets fjärde mixning, Let It Be... Naked 2003.
Båda versionerna av Get Back-LP:n inleddes med One After 909 inspelad på Applekontorets tak den 30 januari 1969. Detta var den enda inspelningen från den omtalade takkonserten på Get Back-LP:n.
Get Back-LP:n innehöll två covers - Save The Last Dance (For Me) och Maggie Mae. Detta var första gången en Beatlesskiva innehöll coverlåtar sedan LP:n Help! 1965. Endast Maggie Mae kom senare med på Let It Be-LP:n. Även denna låt togs bort på versionen Let It Be... Naked 2003.
Det som skiljer Glyn Johns andra version från den första versionen är följande
- 1) Let It Be har flyttats upp till spår 1 på sidan 2. (Det var nu bestämt att låten skulle släppas som singel. Glyn Johns tog dock inte med det nya gitarrpålägg som gjorts av George Harrison den 4 januari 1970 - dagen innan Johns sammanställde sitt album. Detta pålägg framträder tydligt på Phil Spectors mixning men enbart svagt på George Martins singelversion. Ett tidigare gitarrpålägg hade gjorts av Harrison våren 1969.)
- 2) Låten Teddy Boy har tagits bort. Den kom i stället med i annan version på Paul McCartneys första solo-LP McCartney på våren 1970.
- 3) Lennon-McCartneys Across the Universe inspelad på vårvintern 1968 och George Harrisons I Me Mine nyinspelad av Paul McCartney, George Harrison och Ringo Starr den 3 januari 1970 har lagts till eftersom de skulle ingå i filmen Get Back (senare omdöpt till Let It Be).

Vid sidan av de outgivna Get Back-LP-skivorna och de officiella skivorna Let It Be och Let It Be... Naked har det cirkulerat många olagliga s.k. piratskivor (eller bootlegs) från Get Back-sessionerna i januari 1969.

### Låtlista på den ursprungliga Get Back-LP:n sommaren 1969
Samtliga låtar av Lennon-McCartney om inte annat anges
Sida ett
1. One After 909
2. Rocker (Link Track) / Save The Last Dance (For Me) (Doc Pomus/Mort Shuman)
3. Don't Let Me Down
4. All I Want Is You (Dig a Pony)
5. I've Got a Feeling
6. Get Back

Sida två
1. For You Blue (George Harrison)
2. Teddy Boy
3. Two of Us (On Our Way Home)
4. Maggie Mae (Trad./Arr. Lennon/McCartney/Harrison/Starkey)
5. Dig It (i lång version) (John Lennon/Paul McCartney/George Harrison/Richard Starkey)
6. Let It Be
7. The Long and Winding Road (utan orkesterpålägg)
8. Get Back (reprise)

### Låtlista enligt Get Back version 2 (Glyn Johns sammanställning) januari 1970
I januari 1970 gjorde Glyn Johns en ny sammanställning av LP:n. McCartneys låt "Teddy Boy" togs bort från låtlistan eftersom upphovsmannen ville ha med den på sitt första soloalbum McCartney. I stället beslutades att "Across The Universe", som spelats in redan 1968, skulle vara med, liksom Harrisons "I Me Mine". Men eftersom det inte fanns någon tillräckligt bra inspelning av den sistnämnda låten fick McCartney, Harrison och Ringo Starr göra en ny inspelning den 3 januari 1970, vilket blev Beatles allra sista inspelning som grupp (visserligen utan Lennon) innan återföreningen inför projektet The Beatles Anthology på 1990-talet.
Samtliga låtar av Lennon-McCartney om inte annat anges
Sida ett
1. One After 909
2. Rocker (Link Track) / Save The Last Dance (For Me) (Doc Pomus/Mort Shuman)
3. Don't Let Me Down
4. All I Want Is You (Dig a Pony)
5. I've Got a Feeling
6. Get Back

Sida två
1. Let It Be
2. For You Blue (George Harrison)
3. Two of Us
4. Maggie Mae (Trad./Arr. Lennon/McCartney/Harrison/Starkey)
5. Dig It (i lång version)) (John Lennon/Paul McCartney/George Harrison/Richard Starkey)
6. The Long and Winding Road (utan orkesterpålägg)
7. I Me Mine (George Harrison)
8. Across the Universe
9. Get Back (reprise)

Inte heller denna andra versionen av Get Back gavs ut. Bägge versionerna finns dock att tillgå som så kallade bootlegs.
I mars 1970 gavs låten "Let It Be" ut som singel, producerad av gruppens ordinarie producent George Martin och med bearbetade pålägg. Harrison hade dels gjort ett gitarrpålägg på våren 1969, dels ett nytt i januari 1970. Martin valde huvudsakligen det tidiga pålägget, men det senare kan i vissa partier höras mycket svagt (trots att detta förnekas i flera böcker[källa behövs]). Dessutom fanns nu McCartneys hustru Linda med i kören. Låten "Let It Be" kom ut i stereomixning. Som B-sida valdes en komisk collagelåt med titeln "You Know My Name (Look Up the Number)". Denna var huvudsakligen inspelad redan 1967 med Rolling Stones medlem Brian Jones på saxofon. Trots att spåret var inspelat med flerkanalig bandspelare kom det enbart ut i mono.

## Phil Spector
I och med att Lennon anlitade den legendariske producenten Phil Spector för att producera sin singel "Instant Karma!" beslöt han med stöd av Harrison att överlämna inspelningsbanden från Get Back-projektet till Spector.
Spector mixade låtarna på sitt personliga sätt och försåg låten "The Long and Winding Road" med ett pampigt arrangemang för kör och orkester, vilket upphovsmannen McCartney skarpt ogillade och förgäves protesterade mot. Så pass förargad var McCartney att han specifikt nämnde Spectors förändringar på "The Long and Winding Road" som en motiverande faktor när Beatles som partnerskap löstes upp.
Genom arrangemanget lyckades dock Spector dölja att grundinspelningen inte var ordentligt gjord utan mer av en demo, med särskild kritik riktad mot Lennons basspel. Spector försåg också låten "Across the Universe" med kör och saktade ner den. Låten hade spelats in redan 1968 och redan utgivits i december 1969 på en välgörenhets-LP för Världsnaturfonden betitlad No One's Gonna Change Our World. Dessutom förlängdes "I Me Mine" en av verserna och refrängen repeterades. I Spectors ommixning av låten "Let It Be" framträder Harrisons andra gitarrpålägg från den 4 januari 1970 mycket tydligt. På bootleg finns också Spectors outgivna ommixning av "Teddy Boy".
På det outgivna albumet Get Back fanns en kort cover av den gamla schlagern "Save The Last Dance For Me". Det fanns också en lång nonsensartad låt som hette "Dig It". Spector klippte radikalt ned denna till en mycket kort snutt. Get Back-LP:n innehöll två versioner av låten "Get Back" (en av dem singelversionen) samt en liveversion av "Don't Let Me Down". I och med att utgivningen av albumet Let It Be försenades gavs på våren 1970 samlings-LP:n Hey Jude ut. Då "Don't Let Me Down" kom med på denna LP uteslöts den från Spectors mixning.
Det brukar ofta sägas att Phil Spector producerat LP:n Let It Be. Men faktum är att förutom nya orkester- och körpålägg (plus ett pålägg av Ringo Starr) var allt redan var inspelat innan Spector tog över. På omslaget stod därför inte "produced by Phil Spector" utan "reproduced for disc by Phil Spector". Till den ursprungliga LP:n följde en bok, Get Back, med foton från inspelningen av filmen. Den var därför betydligt dyrare än en vanlig LP - ca 40 kr mot normalpriset 25-26 kr.

## Soloalbum
Paul McCartneys första soloalbum McCartney släpptes ungefär samtidigt på våren 1970, liksom Ringo Starrs första soloalbum Sentimental Journey. Eftersom utgivningen av Let It Be starkt försenats ville de andra Beatlesmedlemmarna att McCartney skulle skjuta på utgivningen av sitt eget album, vilket alltså inte skedde. Det var i samband med lanseringen av sin skiva som McCartney den 10 april 1970 officiellt förklarade att han lämnat gruppen.

## Utgivning av en ommixad version
Under 1980-talet diskuterades om EMI trots allt skulle släppa George Martins ursprungliga version av Get Back-LP:n, men inget hände. I och med den nya digitala tekniken väckte McCartney, som aldrig tyckt om Spectors mixning, en ny idé om att hela skivan skulle kunna mixas om från grunden. Man skulle då kunna återskapa den livekänsla man från början tänkt sig, men som man tidigare inte lyckats förmedla. Idén förverkligades och den 17 november 2003 utgavs denna nya version av albumet, kallad Let It Be... Naked, som sägs ligga närmare gruppens ursprungliga vision av albumet eftersom i stort sett alla spår av Spectors arbete har eliminerats. Jämfört med Spectors version togs "Maggie Mae" och "Dig It" bort medan "Don't Let Me Down" åter inkluderades. Spectors nedklippning av "Dig a Pony" och förlängning av "I Me Mine" behölls dock. Liksom i Spectors version är låten "Get Back" kortare och saknar det slut som finns på singelversionen.
Let It Be...Naked gavs ut i form av en dubbel-CD där den andra CD:n kallades "Fly on the Wall" och innehöll tal och korta låtsnuttar från upptagningarna, i mono. Det är en allmän åsikt bland kritiker att CD 1 var mycket lyckad men att man borde ha låtit bli att ge ut CD 2.[källa behövs]

## Filmat projekt
Get Back/Let It Be var till stor del ett misslyckat projekt. Tanken var att Beatles inför filmkameror skulle repetera in ett nytt album och sedan ge en livekonsert. Man började därför filma i filmstudion Twickenham i början av januari 1969. Allt blev misslyckat på grund av medlemmarnas inbördes osämja, och Harrison lämnade studion. Han lät sig emellertid övertalas att komma tillbaka och tog då med sig den amerikanske organisten Billy Preston. Närvaron av en utomstående person gjorde att man kom bättre överens. Man ville dock inte fortsätta i Twickenham. Eftersom EMI:s Abbey Road-studio, där flertalet Beatlesalbum var inspelade, var upptagen fick man försöka använda sin egen studio i Applekontorets källare på 3 Saville Row. Denna hade byggts upp av Lennons vän, greken "Magic Alex" Madras. Det hela avslutades med att Beatles och Preston gav en beryktad spelning på kontorshusets tak den 30 januari 1969. Efter tre veckor återupptogs inspelningarna i Trident Studio, då man började spela in "I Want You (She's So Heavy)" som kom med på albumet Abbey Road. Filmbilder från denna session ingår inte i filmen Let It Be men finns med i boken Get Back, som ursprungligen följde med Let It Be-LP:n.
En maktkamp hade börjat utspelas mellan främst Lennon och McCartney. Filmkamerorna inriktade sig mest på McCartney eftersom Lennon inte var i form i början av 1969. McCartney kom därför att dominera filmen Let It Be. Beslutet att mot hans vilja kalla in Phil Spector kan tolkas som Lennons hämnd ett år senare. McCartney fick bland annat inte tillfälle att göra om Lennons bristfälliga basspel på "The Long and Winding Road", vilket han själv beklagat.
Konflikten mellan Beatlesmedlemmarna vid denna tid berodde också på ekonomiska problem. Händelserna har utförligt skildrats i Peter McCabes och Robert D. Schonfelds bok Apple to the Core: The Unmaking of the Beatles från 1972.
Eftersom kameror och bandspelare hela tiden rullade under projektet, såväl i filmstudion Twickenham som i Applestudion och på taket, har lett till att mängder av bootlegs givits ut från denna period. Beatles spelar där åtskilliga rockcovers förutom att repetera in nya låtar. Lennon har uttryckligen i intervjuer hänvisat till dessa bootlegs som om han tagit det för givet att journalisterna känt till dem.

## Låtlista
Alla låtar är skrivna och komponerade av Lennon/McCartney om inget annat anges.. 
| 1.           | Two of Us           |                                              | 3:36  |
| 2.           | Dig a Pony          |                                              | 3:54  |
| 3.           | Across the Universe |                                              | 3:48  |
| 4.           | I Me Mine           | George Harrison                              | 2:25  |
| 5.           | Dig It              | Lennon/McCartney/Harrison/Starkey            | 0:50  |
| 6.           | Let It Be           |                                              | 4:03  |
| 7.           | Maggie Mae          | Trad. arr. Lennon/McCartney/Harrison/Starkey | 0:40  |
| Total längd: | Total längd:        | Total längd:                                 | 19:16 |

| 1.           | I've Got a Feeling        |                 | 3:37  |
| 2.           | One After 909             |                 | 2:55  |
| 3.           | The Long and Winding Road |                 | 3:37  |
| 4.           | For You Blue              | George Harrison | 2:32  |
| 5.           | Get Back                  |                 | 3:07  |
| Total längd: | Total längd:              | Total längd:    | 15:48 |

## Listplaceringar
| Lista (1970)   | Position            |
| -------------- | ------------------- |
| Finland        | 4                   |
| Frankrike      | 5                   |
| Japan          | 2 (Oricon)          |
| Kanada         | 1 (RPM)             |
| Nederländerna  | 1                   |
| Norge          | 1 (VG-lista)        |
| Storbritannien | 1 (UK Albums Chart) |
| Sverige        | 6* (Kvällstoppen)   |
| USA            | 1 (Billboard 200)   |